# Банк-емітент
Емісійний банк (або банк-емітент) — банк, що випускає у обіг (емітує) грошові знаки або цінні папери і платіжно-розрахункові документи (банківські картки, чекові книжки). Емісією грошей у країні найчастіше займаються центральні банки, випуском цінних паперів — комерційні банки. Випущені банком банківські картки протягом усього терміну дії залишаються власністю банку-емітента, а тримач картки отримує її лише в користування.
Також банком-емітентом називають банк, що діє за дорученням платника про відкриття акредитива і відповідно до його вказівки, зобов'язується зробити платежі одержувачеві коштів або оплатити, акцептувати або врахувати переказний вексель або дати повноваження іншому банку (виконуючому банку) здійснити платежі одержувачу коштів або оплатити, акцептувати або врахувати переказний вексель. До банку-емітенту застосовуються правила про виконувач банк.